# 극장판 셀렉터: 디스트럭티드 위크로스
《극장판 셀렉터: 디스트럭티드 위크로스》(영어: Anarchy Parlor, Selector : destructed WIXOSS)는 2016년 2월 일본에서 개봉한 일본의 SF, 액션, 애니메이션 영화이다. 사토 타쿠야가 감독을 맡았으며, 카쿠마 아이, 쿠노 미사키, 세토 아사미, 사쿠라 아야네, 카야노 아이가 출연한다.

## 출연
- 카쿠마 아이 : 코미나토 루우코 역
- 쿠노 미사키 : 타마 역
- 세토 아사미 : 우라조에 이오나 역
- 사쿠라 아야네 : 쿠레바야시 유즈키 역
- 카야노 아이 : 우에무라 히토에 역
- 아카사키 치나츠 : 아오이 아키라 역
- 쿠기미야 리에 : 우리스 역
- 아라이 사토미 : 엘도라 역
- 카와스미 아야코 : 하나요 역
- 코바야시 유스케 : 쿠레바야시 카즈키 역